# História da Hungria
Segundo a historiografia húngara, a história da Hungria estende-se desde a travessia dos Cárpatos pelas tribos magiares até o tempo presente, com um capítulo prévio que procura explicar as origens tribais nas planícies da Eurásia.

## Origens do Estado húngaro
Conforme o ponto de vista mais consensual, no século IX os magiares (conhecidos como húngaros na maioria das línguas ocidentais) eram um povo nômade com origem nas planícies euro-asiáticas, em local difícil de precisar. Formavam uma confederação de sete tribos magiares e três tribos cabares aliadas; o nome "Hungria"/"húngaros" provavelmente procede do termo turco onogur, que significa "dez flechas", indicando força militar unificada no simbolismo nômade. Em 896, fixaram-se temporariamente na bacia do alto rio Tisza e, por volta de 911, em torno do lago Balaton. Mais tarde, viriam a ocupar parcialmente o que é hoje o leste da Áustria e o sul da Eslováquia. Após sua derrota na batalha de Lechfeld em 955, fixaram-se definitivamente na bacia dos Cárpatos.
Segundo relatos posteriores redigidos por ordem dos Árpáds, foi o chefe tribal magiar de nome Árpád quem liderava as tribos húngaras na conquista da bacia dos Cárpatos, no século IX. Governante tribal do que é hoje o oeste da Hungria, mas também o suserano nominal das sete tribos magiares, o príncipe Géza, da casa de Árpád, empreendeu um plano de integração da Hungria à Europa cristã (ocidental), adotando um modelo ocidental de Estado. Indicou como seu sucessor o seu filho Vajk (mais tarde conhecido como Estêvão).

## Reino da Hungria

### Idade Média (1000-1526)
A Hungria foi estabelecida como um reino cristão sob o reinado de Estêvão I, coroado rei em dezembro de 1000 d.C. (ou janeiro de 1001). Estevão era o filho do príncipe Géza e descendia, portanto, de Árpád. Em 1006, Estevão já havia firmado o seu controle do reino, eliminando os rivais que haviam tentado apoiar as tradições pagãs ou buscar uma aliança com o Império Bizantino. Deu início, então, a extensas reformas para converter a Hungria num estado feudal europeu, inclusive com conversões forçadas ao Cristianismo.
O resultado foi um reino forte que suportou os ataques de reis e imperadores germânicos, a passagem de exércitos cruzados e tentativas de invasão por tribos nômades. Estevão submeteu Estados eslavos menores, ao sul, inclusive a recém-formada Croácia e outros territórios no que é hoje o centro e o leste da Eslováquia. Alguns nômades foram assimilados à população húngara, bem como colonos alemães, convidados a instalar-se na Transilvânia e no norte do reino, especialmente após 1242.
A invasão mongol de 1241 e 1242 foi um golpe severo para a Hungria. Os mongóis invadiram o país em dois grupos: O exército principal, liderado por Batu Cã, atacou o país pelo norte, devastando cidades como Miskolc, enquanto que uma outra divisão do exército atacou a Transilvânia, liderada por Subotai e Guiuque. Os dois exércitos se encontraram em Muhi, infligindo uma severa derrota aos húngaros. Em seguida à destruição do exército húngaro na batalha de Muhi e a fuga do Rei Bela IV, o país foi devastado e um terço da população pereceu. Somente cidades e mosteiros fortificados lograram repelir o assalto. Após o refluxo dos mongóis, o rei Bela ordenou a construção de castelos de fronteira (végvár), os quais se revelaram particularmente importantes durante o avanço do Império Otomano, do século XIV em diante. O custo de erigir aquela linha de defesa terminou por fortalecer os senhores feudais em detrimento do governo central, este já enfraquecido pela promulgação da Aranybulla ("bula de ouro", versão local da Magna Carta, 1222). Colonos estrangeiros foram convidados a repovoar as áreas do reino atingidas pela invasão mongol.
Uma segunda investida mongol ocorreria em 1285, liderada por Nogai Cã e Tula Buga. Após atacarem a Transilvânia com sucesso, os invasores foram detidos próximos à Peste.

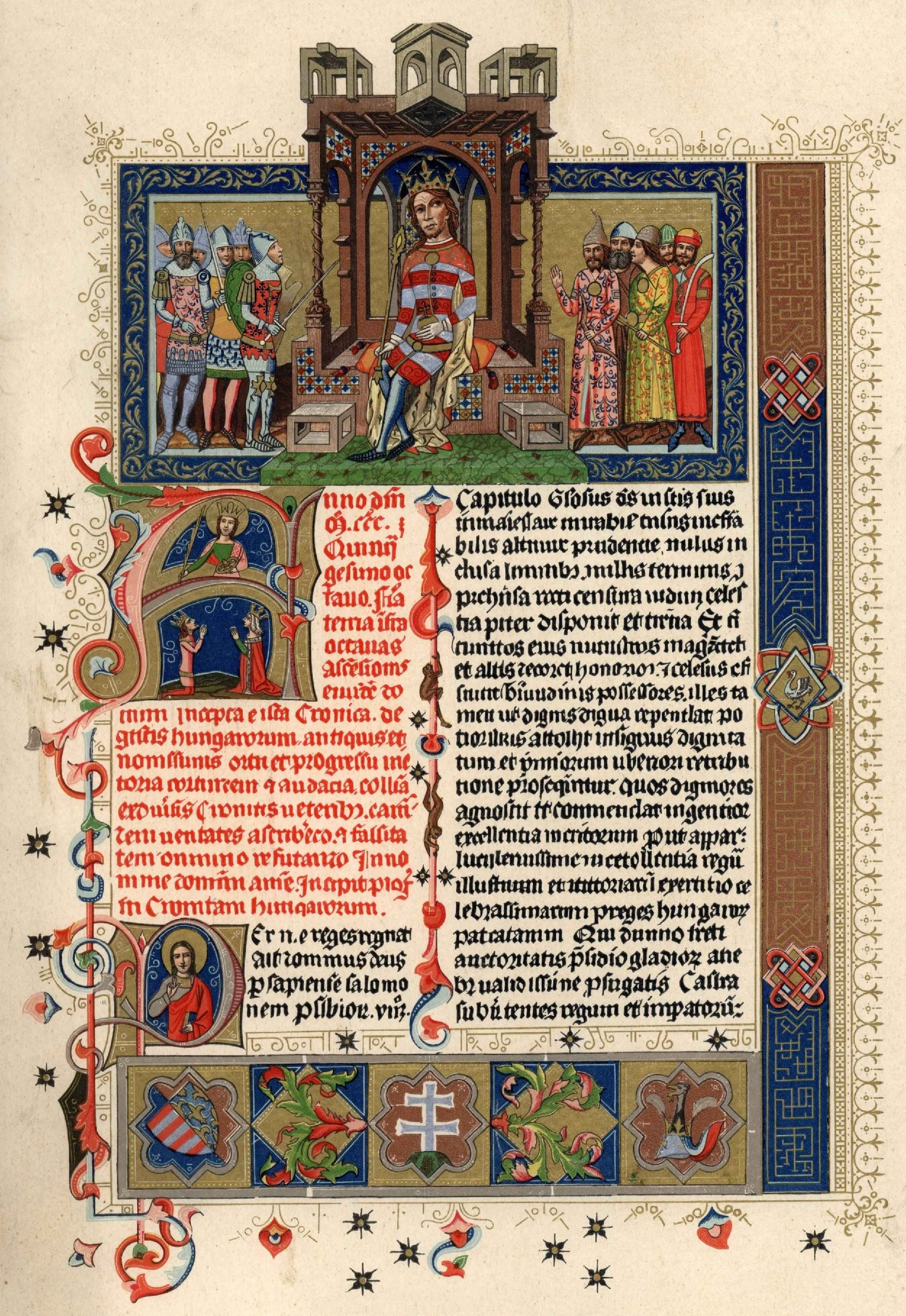
Luís I da Hungria, Crônica Iluminada, Século XIV

Os descendentes de Árpád governaram o país até 1301. Os reis posteriores foram, em sua grande maioria, estrangeiros. Sob alguns destes, o Reino da Hungria alcançou a sua maior extensão territorial, embora a influência dos grandes senhores feudais fosse, no máximo, controlada, mas não suprimida. Tornaram-se mais freqüentes os confrontos com os turcos otomanos, que cresciam em poder militar.
O segundo rei húngaro da linhagem angevina (originalmente francesa), Luís I o Grande (Nagy Lajos em húngaro, reg. 1342-1382), incluiu no seu reino territórios do mar Negro ao mar Adriático e ocupou temporariamente as Duas Sicílias. Com a morte de Casimiro III o Grande, em 1370, tornou-se também rei da Polônia, devido à aliança entre este e o rei Carlos I da Hungria, pai de Luís.
Subiu ao trono em seguida Sigismundo, da casa de Luxemburgo, que se tornou Sacro Imperador em 1433. Seu reinado foi marcado por perdas territoriais no sul (para a Sérvia, por exemplo); pela derrota de 1396 em Nicópolis na cruzada contra os otomanos; as disputas com senhores feudais, a rebelião hussita na Boêmia (que também estava sob seu governo) e uma grande rebelião camponesa na Transilvânia.
O último rei forte foi Matias Corvino. Filho do senhor feudal João Hunyadi, que chefiou as tropas húngaras no cerco de Nándorfehérvár (Belgrado), Matias herdou a visão de seu pai no sentido de constituir um império suficientemente poderoso na Europa Central de maneira a fazer frente aos otomanos. Com isso, expandiu as fronteiras da Hungria para o sul e o noroeste e promoveu importantes reformas internas.
Após a morte de Matias, porém, o fraco rei Vladislau II da linhagem polaco-lituana dos Jagelões não conseguiu evitar que o poder efetivo passasse às mãos da nobreza, apesar de governar, em tese, todas as áreas conquistadas por Matias, com exceção da Áustria. Em 1514, teve início a rebelião camponesa de György Dózsa, na Grande Planície (Alföld) e na Transilvânia, esmagada impiedosamente pela nobreza. Com o progressivo enfraquecimento do poder central, a Hungria viu-se incapaz de resistir às investidas do Império Otomano – em 1521, Nándorfehérvár caiu e, em 1526, o exército húngaro foi aniquilado na batalha de Mohács.

### Início dos tempos modernos (1526-1728)
Com base em acordos preexistentes, a Casa de Habsburgo recebeu em 1526 a coroa da Hungria, que manteria até o término da Primeira Guerra Mundial, em 1918.
Em 1526, após 150 anos de conflito no sul, os turcos finalmente lograram conquistar a Hungria, com exceção do norte e da Transilvânia, transformada porém em satélite do Império Otomano. A expansão turca para o norte continuou até 1556. Com a queda de Buda para os otomanos, a Hungria viu-se dividida em três partes. As atuais Eslováquia, Transdanúbia ocidental, Burgenland, Croácia ocidental e parte do nordeste húngaro tornaram-se parte do Império Habsburgo com o nome de Reino da Hungria. A Transilvânia, por sua vez, passou a ser um Estado independente, mas vassalo dos turcos. A parte central da Hungria (o que é hoje a República da Hungria), inclusive a capital, Buda, foi transformada numa província do Império Otomano. Devido ao constante estado de guerra, uma área considerável da Hungria otomana foi devastada e despovoada. Como a Contra-Reforma dos Habsburgos não podia atingir as partes otomana e transilvana da Hungria, grande parte da população destas tornou-se calvinista. Em 1686, as forças cristãs, chefiadas pela Áustria, retomaram Buda e, nos anos seguintes, o resto da Hungria, exceto a região em torno de Temesvár (Timişoara em romeno). O tratado de Karlowitz oficializou em 1699 a reconquista austríaca. Em 1718, não restavam mais tropas otomanas no Reino da Hungria.
Pressburg (Pozsony em húngaro; hoje Bratislava, na Eslováquia) tornou-se a capital do que restou do Reino da Hungria durante a ocupação otomana e também nos anos seguintes à reconquista (1536-1784); foi também o local da coroação dos reis húngaros (1563-1830) e a sede da Dieta da Hungria (1536-1848). Nagyszombat (Trnava em eslovaco) passou a ser o centro religioso em 1541.
No período de 1604 e 1711, ocorreu uma série de rebeliões contra os Habsburgos (i.e., antiaustríacas) e anticatólicas (exigindo direitos iguais para todas as denominações cristãs) no território do Reino da Hungria (mais precisamente, no que viria a ser a Eslováquia), organizadas a partir da Transilvânia. A última delas foi chefiada por Francisco II Rákóczi (II. Ferenc Rákóczi em húngaro), quem o povo escolheu como o futuro rei da Hungria. Quando a revolta foi esmagada pelos austríacos em 1711, Rákóczi estava na Polônia. Refugiou-se na França e na Turquia, vindo a falecer em 1735, em Rodosto (hoje Tekirdağ). Com o objetivo de tornar impossível a continuação da resistência armada, os austríacos demoliram alguns castelos, inclusive os végvár.

### Século XVIII (1718-1780)
O período foi caracterizado pela reconstrução da Hungria. Os Habsburgos providenciaram a recolonização das áreas devastadas com imigrantes das atuais Áustria e Alemanha, das regiões norte e leste do país (atuais Eslováquia e Romênia) e da Sérvia.

### Iluminismo (1780-1848)
Sob a influência das ideias da Revolução Francesa e em reação às tentativas de germanização de José II (reg. 1780-1790), um movimento nacionalista surgiu entre os magiares e, também, entre as outras nacionalidades não magiares do Reino da Hungria.
O imperador viu-se forçado a convocar a Dieta nos anos 1820, após um longo período em que esta não se reuniu (especialmente durante as guerras napoleônicas), o que levou a uma fase de reformas. O progresso foi lento, porém, pois a nobreza insistia em manter seus privilégios, como a imunidade fiscal, prerrogativas eleitorais exclusivas etc. Assim sendo, os resultados da reforma foram, em sua maioria, de caráter nacional, como a adoção do húngaro como língua oficial do país, em lugar do latim. As outras nacionalidades do reino protestaram contra estas medidas.
As primeiras contagens populacionais no Reino da Hungria (inclusive a Croácia e a Transilvânia) realizaram-se no final do século XVIII. Segundo estimativas, uma parcela entre 29% e 42% da população constituía-se de magiares. A primeira pesquisa detalhada em 1836-40 registrou uma proporção de 36-37% de magiares (ou 48% excluindo-se a Croácia). O censo de 1850-51 registrou uma proporção de 45,5% no território do Reino da Hungria e as seguintes percentagens para as demais nacionalidades (este resultado foi criticado como tendencioso em favor das nacionalidades magiar e alemã):
- eslovacos, 18,6%
- alemães, 11,8%
- romenos, 10,1%
- sérvios e croatas, 5,6%
- ucranianos e rutenos, 4,8%
- outros, 3,7%

A recusa dos imperadores Habsburgos e do chanceler Metternich em implementar as reformas pedidas pelos magiares causou uma revolução nacional.

### Revolução de 1848 (1848-1849)

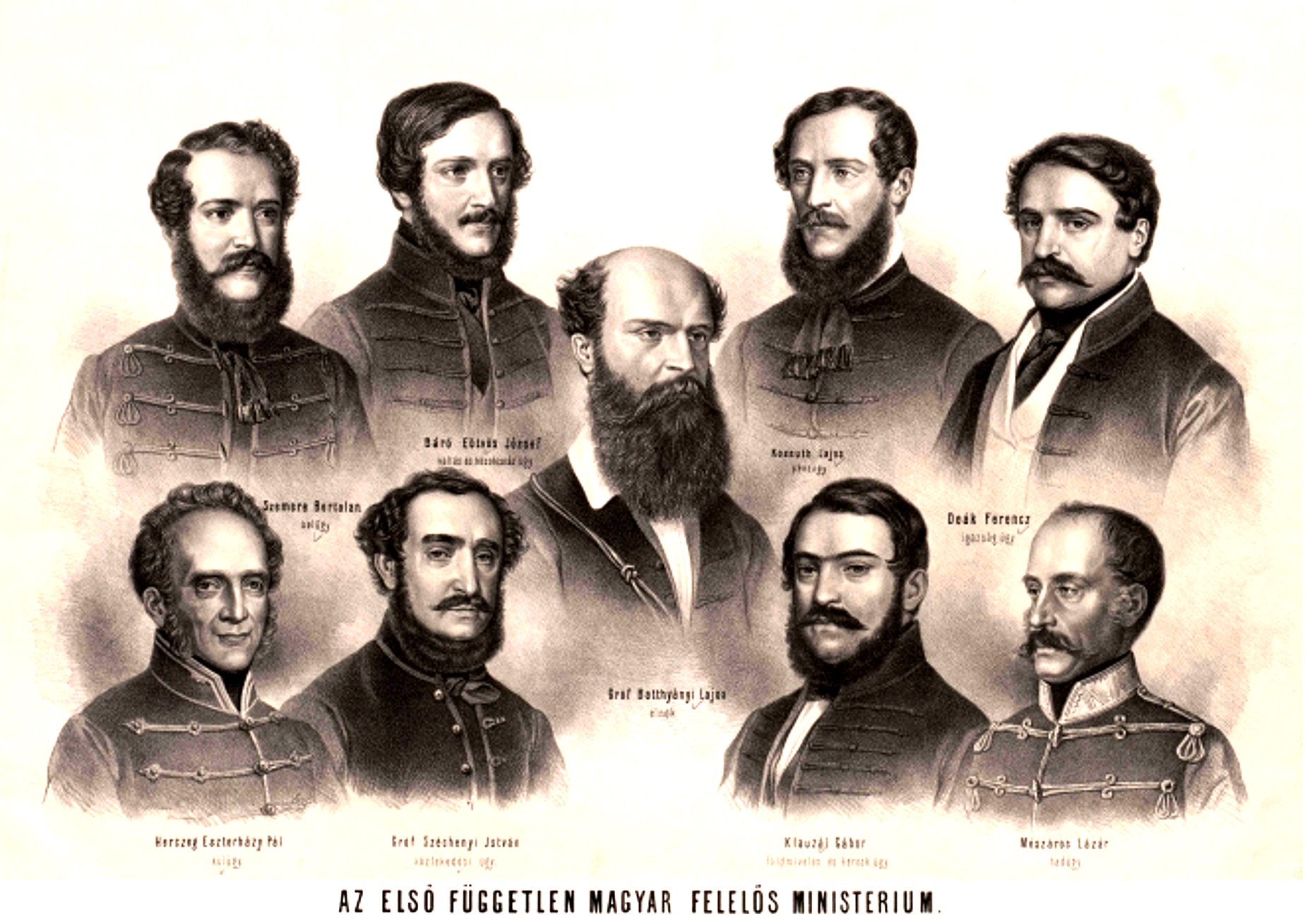
Primeiro governo húngaro - governo de Lajos Kossuth e tendo como primeiro-ministro Lajos Batthyány.

A revolução teve início em 15 de março de 1848, com manifestações em massa contra o governador imperial nas cidades de Peste e Buda, seguidas de revoltas por todo o reino que permitiram aos chefes húngaros do movimento declarar a autonomia da Hungria dentro do Império Habsburgo, sob o comando do governador Lajos Kossuth e do primeiro-ministro Lajos Batthyány. Seguiu-se uma guerra civil na qual os magiares viram-se forçados a combater o exército austríaco e também as outras nacionalidades, sérvios, croatas, eslovacos, romenos e alemães da Transilvânia, que não estavam dispostas a aceitar a ascendência magiar.
Ao ter que lidar também com uma revolta em Viena, a Áustria inicialmente aceitou a autonomia da Hungria. Entretanto, após a supressão da revolta austríaca e a subida ao trono imperial de Francisco José no lugar de seu irmão Fernando I, a Áustria rejeitou o pleito húngaro de autonomia, o que provocou a guerra civil. As forças húngaras (Honvédség) derrotaram o exército imperial em Pákozd (setembro de 1848) e Isaszeg (abril de 1849) e declararam a independência da Hungria em abril de 1849. Devido às vitórias do movimento magiar, Francisco José apelou para o Czar Nicolau I, que ordenou a invasão da Hungria por tropas russas. O comandante do exército austríaco e futuro governador imperial da Hungria, Julius Freiherr von Haynau, determinou a execução de 13 chefes do exército húngaro em Arad e do primeiro-ministro Batthyány em Pest. Lajos Kossuth exilou-se, primeiro nos Estados Unidos, depois em Istambul e em Turim. Reconhecendo o maior erro da revolução – o confronto com as minorias étnicas – Kossuth passou a pregar a noção de uma confederação multi-étnica.

### Após a revolução (1850-1867)
Com o encerramento da guerra de 1848-49, o país adotou a postura de "resistência passiva". O arquiduque Albrecht von Habsburg foi nomeado governador do Reino da Hungria. O período ficou marcado pelo processo de germanização.

### Áustria-Hungria (1867-1918)
Confrontado com o aumento da resistência no Reino da Hungria, o surgimento do nacionalismo romântico entre as diversas etnias e a hostilidade da Prússia (1866), o governo austríaco e Francisco José concluíram que necessitavam desesperadamente de paz interna. Com isso, celebrou-se o Compromisso de 1867 (Ausgleich, em alemão, Kiegyezés em húngaro) entre a Áustria e a Hungria, transformando o Império Habsburgo na monarquia dual da Áustria-Hungria (ou Império Austro-Húngaro). Ambos os países mantiveram governos separados, sujeitos ao mesmo monarca, mas tinham em comum a política externa, a economia e as forças armadas, administradas por Viena. O governo húngaro passou a ser um parceiro de mesmo nível na administração do império. A Constituição húngara de 1848 foi restaurada e Francisco José, coroado rei da Hungria, em Buda.
A Croácia – um antigo território autônomo do reino da Hungria – também recebeu uma medida de liberdade com o Compromisso húngaro-croata de 1868. O governo húngaro logrou influenciar a política do império de modo a negar às demais nacionalidades (eslovacos, tchecos, romenos, etc.) o acesso ao poder. O conde Gyula Andrássy foi o primeiro chefe de governo da Hungria.
Os problemas com as minorias continuaram a aumentar, por conta da inexistência de uma política húngara a respeito. Embora a proporção de magiares no Reino da Hungria tivesse crescido desde o século XVIII (de 29-35% em 1780 para 51% em 1900), o fato era que 49% da população era de não magiares: romenos (16,6%), eslovacos (11,9%), alemães (11,9%), croatas e sérvios (3,7%), rutenos e ucranianos (2,5%). Havia também um número considerável de judeus (não contados oficialmente desde 1850) e de ciganos no reino.

## Vermelhos e os Brancos (1918-1919)
Em 1918, como resultado da derrota na Primeira Guerra Mundial, a Monarquia Austro-Húngara desmoronou. Em 31 de outubro de 1918, Mihály Károlyi subiu ao poder como primeiro-ministro. Em novembro o novo governo declarou a República Democrática da Hungria, uma república independente. Em 22 de novembro, o conselho central romeno da Transilvânia anunciou haver assumido o controle daquela região; em 1.º de dezembro, a assembleia de Alba Iulia (Gyulafehérvár em húngaro) proclamou a união da Transilvânia ao Reino da Romênia.
Por volta de fevereiro de 1919, o governo havia perdido todo o apoio popular, ao fracassar nos planos doméstico e militar. Károlyi renunciou em 21 de março, quando o representante militar da Entente exigiu da Hungria mais concessões territoriais. Sucedeu-o o Partido Comunista Húngaro, chefiado por Béla Kun, que proclamou a República Soviética da Hungria.
Os comunistas – os "Vermelhos" – assumiram o poder devido, em grande medida, ao fato de se constituírem no único grupo com uma força militar organizada. Prometeram ao povo igualdade e justiça social e que a Hungria recuperaria o território que havia perdido (possivelmente com o auxílio do Exército Vermelho soviético). De início, o novo regime logrou obter sucessos militares consideráveis: o Exército Vermelho Húngaro expulsou as forças tchecoslovacas de territórios disputados, proclamou uma efêmera República Soviética Eslovaca e preparou-se para enfrentar o exército romeno na Transilvânia. No campo doméstico, o governo comunista nacionalizou empresas industriais e comerciais e socializou instituições habitacionais, de transporte, bancárias, médicas, culturais e todas as propriedades fundiárias com mais de 400.000 metros quadrados.
Entretanto, o apoio popular aos comunistas durou pouco. Em resposta a uma tentativa de golpe, o regime tomou uma série de medidas de repressão (o chamado "terror vermelho"), inclusive a execução sem julgamento de 590 pessoas, que lhe subtraíram o apoio do povo. A reforma agrária tomou as terras da nobreza mas não chegou a distribuí-las efetivamente entre os camponeses. O Exército Vermelho Húngaro terminou por recuar sob pressão da Entente. Confrontados com a reação popular e com o avanço das forças romenas, Kun e seus camaradas fugiram para a Áustria; Budapeste foi ocupada em 6 de agosto de 1919.
Chefiados por István Bethlen (um aristocrata transilvano) e Miklós Horthy (ex-comandante da marinha austro-húngara), assumiram então o poder os "Brancos", contra-revolucionários conservadores que se haviam organizado em Viena e estabelecido um governo paralelo em Szeged. Seguiu-se um "terror branco" devido ao arbítrio de forças semi-regulares e que levou à morte sem julgamento diversos comunistas e esquerdistas. Os judeus foram perseguidos por brancos radicais, acusados de serem responsáveis por todos os problemas da Hungria. O país foi devastado pelo exército romeno, que se retirava. Em 16 de novembro, o exército de Horthy avançou sobre Budapeste, depois de obter o consentimento da Romênia. Seu governo gradualmente restabeleceu a ordem e a segurança e pôs fim ao terror, mas milhares de simpatizantes dos comunistas foram presos.

## Regência (1920-1944)
Em janeiro de 1920, homens e mulheres húngaros foram às urnas na primeira eleição com voto secreto na história do país. A eleição não foi completamente livre porque a esquerda a boicotou ou foi dela excluída. Elegeu-se uma ampla maioria de direita para uma assembleia unicameral. Em março, o parlamento anulou o Compromisso de 1867 e restaurou a monarquia, mas postergou a eleição de um rei até que a ordem fosse restaurada. Miklós Horthy foi eleito regente, com poderes para nomear o primeiro-ministro, vetar leis, convocar, dissolver o parlamento e comandar as forças armadas.

Com o Tratado de Trianon a Hungria perdeu dois-terços de seu território e mais que 3.3 milhões pessoas húngaras

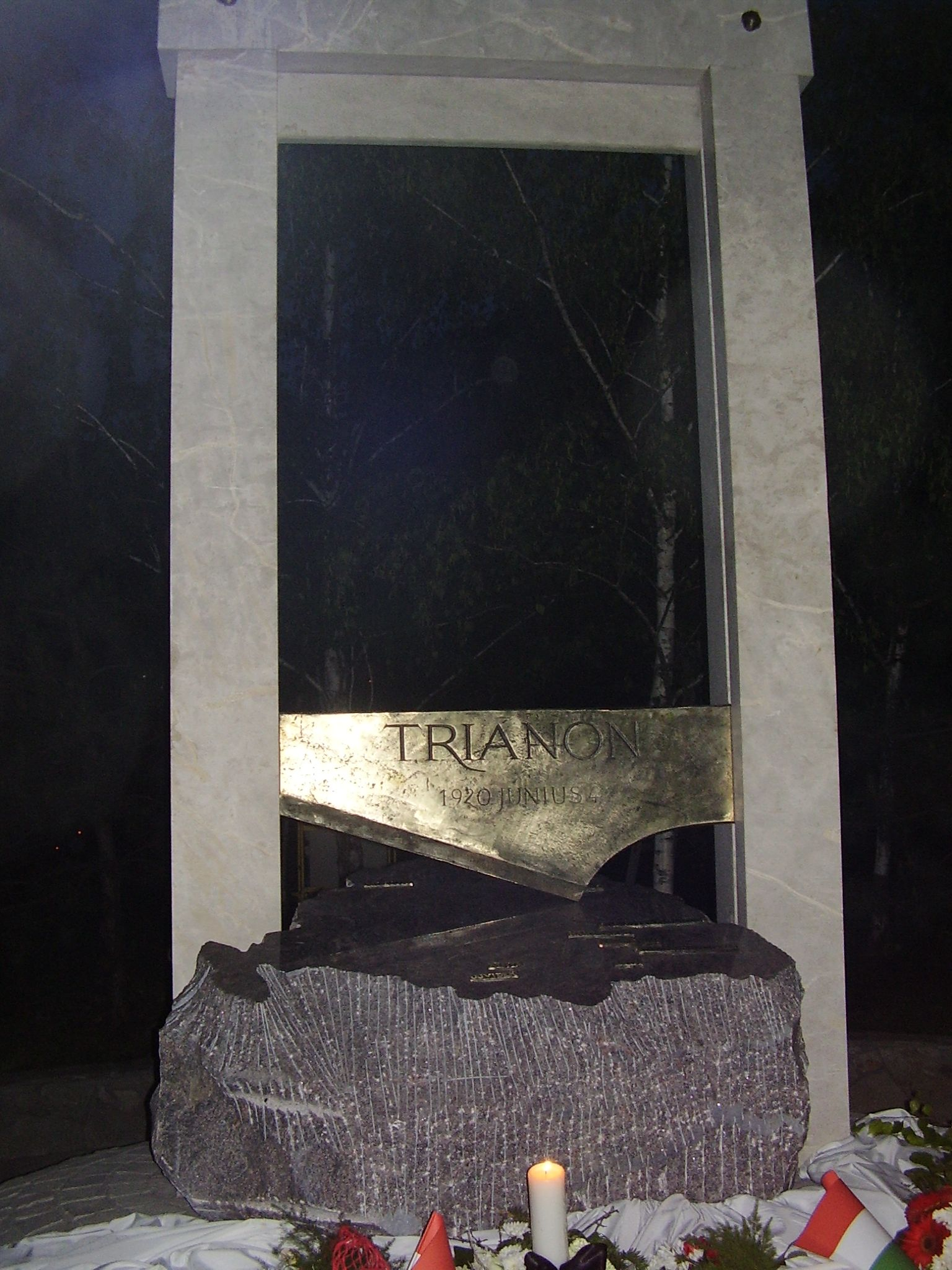
Memorial do Tratado de Trianon, uma tragédia da Hungria em Békéscsaba

Com a assinatura do Tratado de Trianon, em 4 de junho de 1920, a Hungria ratificou o seu próprio desmembramento. As disposições do acordo, que viriam a gerar controvérsias frequentes entre a Hungria e seus vizinhos, exigiam que o país entregasse dois-terços de seu território de antes da guerra. Cerca de 10 milhões de húngaros étnicos viram-se excluídos da sua pátria. As novas fronteiras separaram a base industrial húngara dos fornecedores de matérias primas e de seus mercados para produtos agrícolas e manufaturados. A Hungria perdeu 84% das suas reservas de madeira, 43% de sua terra arável, 83% das reservas de minério de ferro. Como a maior parte da indústria húngara estava concentrada nas cercanias de Budapeste, o país logrou manter 51% de sua população industrial, 56% da indústria, 82% da indústria pesada e 70% dos bancos.
O governo de Pál Teleki, primeiro-ministro indicado por Horthy, renunciou após o imperador Carlos IV fracassar na sua tentativa de retomar o trono da Hungria, em 1921. Os partidos políticos dividiram-se entre os que apoiavam uma restauração habsburga e os que preferiam eleger um rei húngaro. István Bethlen, parlamentar sem filiação política naquele momento, criou o Partido da Unidade e foi nomeado primeiro-ministro.
Bethlen dominou a política húngara de 1921 a 1931, garantindo lealdades políticas por meio do uso da máquina do Estado em favor de seus asseclas e da manipulação das eleições em áreas rurais. Logrou restaurar a ordem no país, oferecendo empregos públicos aos contra-revolucionários radicais. Em 1921, legalizou as atividades dos Sociais Democratas e dos sindicatos, exigindo em troca o compromisso de que não entrariam em greve nem cooptariam os camponeses. Sob Bethlen, a Hungria aderiu à Liga das Nações em 1922. A revisão do Tratado de Trianon passou a ser a prioridade política no país, usada pelo primeiro-ministro, inclusive, para esquivar-se de críticas aos seus programas econômicos, políticos e sociais.
Com a queda no padrão de vida causada pela Depressão, o eleitorado passou a tender para a extrema-direita. Em 1932, Horthy indicou Gyula Gömbös para primeiro-ministro, o que aproximou a Hungria da Alemanha e levou a uma política de magiarização do que restava das etnias não magiares no país. Gömbös concluiu um acordo comercial com a Alemanha que permitiu ao país sair da recessão mas tornou-o dependente dos mercados e das matérias primas alemães.

## Segunda Guerra Mundial

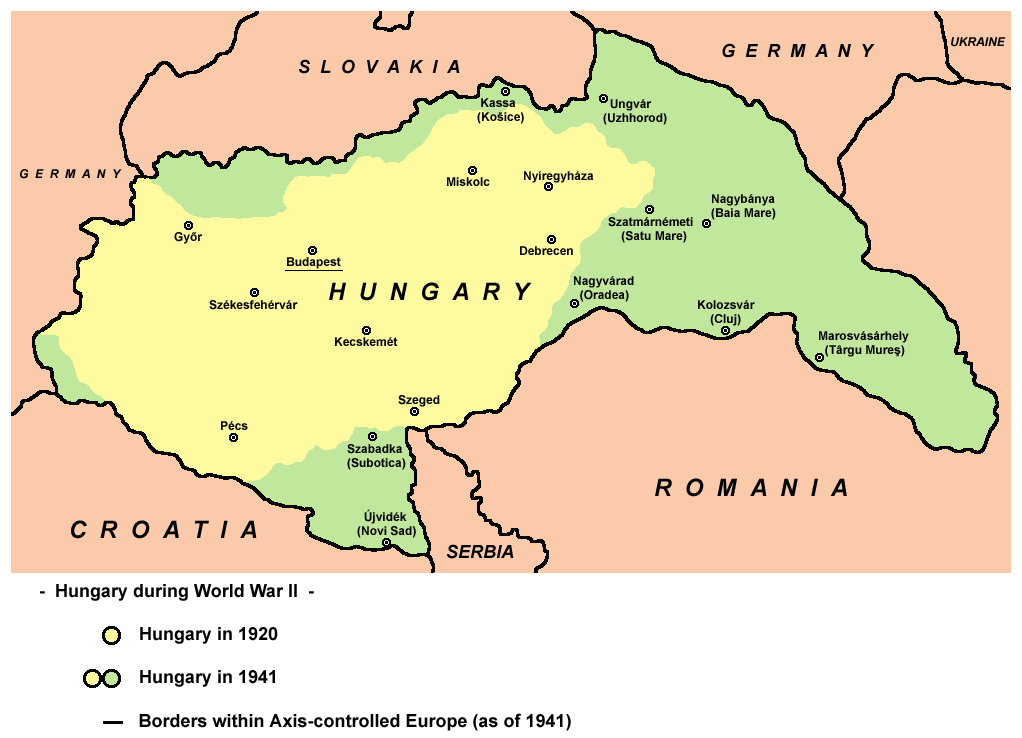
A Hungria em 1920 (em cor amarela) e em 1940 (cor verde), após concessões territoriais da Tchecoslováquia e da Transilvânia.

Hitler lançou mão de promessas de ganhos territoriais, pressão econômica e ameaças de intervenção militar para obrigar os húngaros a apoiar suas políticas, inclusive as referentes aos judeus, o que encorajou os antissemitas na Hungria. A Cruz de Flechas, o partido fascista mais importante no país, foi fundada em 1935. O sucessor de Gömbös, Kálmán Darányi, procurou apaziguar os antissemitas e os nazistas ao aprovar a Primeira Lei Judaica, que limitava a 20% a participação dos judeus em certos negócios e profissões; a lei não era forte o suficiente para os radicais antissemitas. Horthy indicou, então, o antinazista Béla Imrédy como primeiro-ministro, quem proscreveu todos os partidos fascistas e preparou o projeto da Segunda Lei Judaica, ainda mais dura que a primeira e que foi aprovada por seu sucessor, novamente Pál Teleki.
O primeiro Laudo Arbitral de Viena, de 1938, devolveu à Hungria partes da Tchecoslováquia (Eslováquia e Rutênia dos Cárpatos) de população predominantemente húngara. Em março de 1939, a Hungria ocupou o restante da Rutênia, área sem população de origem magiar, e tentou conquistar o restante da Eslováquia. O segundo laudo arbitral de Viena devolveu à Hungria o norte da Transilvânia em setembro de 1940; ocorreram atrocidades dos dois lados durante este período de transição. Ao dividir a Transilvânia entre a Hungria e a Romênia, Hitler logrou manipular e controlar ambos os países, seus futuros aliados. Em 20 de novembro de 1940, sob pressão da Alemanha, a Hungria aderiu ao Pacto Tripartite e, em dezembro, concluiu um efêmero "Tratado de Eterna Amizade" com a Iugoslávia. Alguns meses mais tarde, Hitler pediu o apoio húngaro à sua invasão da Iugoslávia, em troca de ganhos territoriais. Incapaz de impedir a participação da Hungria na guerra do lado da Alemanha, Teleki cometeu suicídio. O radical de direita László Bárdossy sucedeu-o no cargo de primeiro-ministro e, em abril de 1941, após o ataque alemão, Horthy mandou que suas tropas ocupassem os territórios anteriormente húngaros na Iugoslávia. A Hungria viria a anexar partes da Voivodina, da Croácia e da Eslovênia.
De início, a Hungria não participou da invasão da União Soviética em 22 de junho de 1941. Entretanto, muitos oficiais húngaros defendiam a participação do país, de modo a que Hitler não favorecesse a Romênia na questão da Transilvânia. A Hungria entrou na guerra no final de junho. Por volta de dezembro, a esperança de uma vitória rápida sobre os soviéticos já desvanecera; em 1942, as forças húngaras já chegavam a 150.000 homens. Preocupado com a crescente dependência húngara da Alemanha, Horthy demitiu Bárdossy e nomeou Miklós Kállay, que continuou a política de apoiar a Alemanha contra a União Soviética mas iniciou negociações com os Aliados. O exército húngaro sofreu perdas terríveis quando os soviéticos romperam as suas linhas no rio Don, em seguida à batalha de Stalingrado, em janeiro de 1943. Ciente da duplicidade de Kállay, e temeroso de que a Hungria concluísse uma paz em separado com os Aliados, Hitler ordenou a ocupação do país em março de 1944. Döme Sztójay tornou-se primeiro-ministro, tutelado por um governador militar nazista, Edmund Vessenmeyer. Horthy foi aprisionado num castelo.
Em julho de 1941, o governo Bárdossy deportou da Hungria 40.000 judeus. Seis meses depois, tropas húngaras, em represália contra atividades de resistência, executaram 3.000 reféns sérvios e judeus, próximo a Novi Sad, na Voivodina. Como forma de agradar à Alemanha, Bárdossy aprovou a Terceira Lei Judaica, que proibia o casamento e relações sexuais com judeus. Estes sofreram perseguições econômicas e políticas durante a administração Kállay, mas o governo protegeu-os da solução final. Após a ocupação da Hungria pelos nazistas, começaram as deportações de judeus para campos de concentração na Polônia, supervisionadas pelo coronel SS Adolf Eichmann. Em maio e junho de 1944, a polícia húngara deportou cerca de 440.000 judeus em mais de 145 trens, a maioria para Auschwitz. No total, mais de 533.000 judeus da Hungria foram mortos durante o Holocausto, bem como dezenas de milhares de ciganos.
Em agosto de 1944, Horthy demitiu Sztójay e nomeou o general Géza Lakatos. Em setembro, as forças soviéticas cruzaram a fronteira e, em 15 de agosto, Horthy anunciou a assinatura de um armistício com a União Soviética. O exército ignorou as suas ordens e os alemães o forçaram a denunciar o armistício, demitir Lakatos e indicar o chefe da Cruz de Flechas, Ferenc Szálasi, para o cargo de primeiro-ministro. Horthy abdicou e a Hungria tornou-se um campo de batalha. Os exércitos húngaros começaram a render-se. As deportações de judeus recomeçaram, especialmente em Budapeste, com a cooperação dos nazistas. Implantou-se um reinado do terror fascista, com massacres aleatórios de judeus e de outras pessoas consideradas "suspeitas". O exército alemão, em retirada, passou a desmantelar os sistemas ferroviários, rodoviários e de comunicações do país. Os alemães resistiram ao Exército Vermelho em Budapeste por um total de sete semanas, até o colapso das defesas, quando a capital já estava praticamente arrasada. Em 4 de abril de 1944, as últimas forças alemãs foram expulsas da Hungria, que ficou sob controle do Exército Vermelho.

## Segundo governo comunista (1944-1956)
Com a assinatura do Tratado de Paris, a Hungria novamente perdeu todos os territórios que havia recuperado entre 1938 e 1941. Nem os Aliados do ocidente nem a União Soviética apoiaram uma mudança nas fronteiras húngaras do pré-guerra. A União Soviética anexou a Rutênia, hoje parte da Ucrânia.
O Tratado de Paz com a Hungria, concluído em 10 de fevereiro de 1947, estipulava que "as decisões do Laudo Arbitral de Viena, de 2 de novembro de 1938, são declaradas nulas de pleno direito" (versão livre em português); as fronteiras húngaras voltaram ao que eram em 1938, exceto por uma pequena alteração nos limites com a Tchecoslováquia. Metade da minoria étnica alemã foi deportada para a Alemanha em 1946-48 e ocorreu uma troca populacional forçada entre a Hungria e a Tchecoslováquia.
Os soviéticos organizaram um governo provisório em Debrecen em dezembro de 1944, quando Budapeste ainda estava ocupada pelos nazistas. Zoltán Tildy tornou-se primeiro-ministro do governo provisório.
Nas eleições de 1945, o Partido dos Pequenos Proprietários (de István Dobi)  recebeu 57% dos votos, contra apenas 17% para o Partido Comunista Húngaro, sob a chefia de Mátyás Rákosi e Ernő Gerő. O comandante soviético na Hungria, Marechal Voroshilov, não permitiu aos vencedores formar o gabinete e estabeleceu um governo de coalizão, nomeando os comunistas para postos-chave. Tildy, líder dos Pequenos Proprietários, tornou-se presidente e Ferenc Nagy, primeiro-ministro. Rákosi assumiu o cargo de vice-primeiro-ministro. A polícia de segurança (ÁVH) começou a prender os chefes do Partido dos Pequenos Proprietários e do Partido Camponês Nacional em fevereiro de 1947. Vários dirigentes partidários refugiaram-se no exterior.[carece de fontes?]
O Partido dos Trabalhadores Húngaros (PTH, resultado da fusão dos comunistas com o Partido Social-Democrata) passou a ser a maior agremiação política após as eleições de 1947 e participou do governo de coalizão. Gradualmente, os comunistas tomaram as rédeas do governo e, em 1948, o Partido Social-Democrata deixou de ter existência independente. Outros líderes de oposição também foram presos ou exilados. Mátyás Rákosi conferiu um caráter autoritário ao país.
Rákosi expandiu o sistema educacional na Hungria, buscando criar uma nova "inteligentia trabalhadora", o que concedeu mais oportunidades de aprendizado para crianças de baixa renda e ampliou a taxa de alfabetização em geral; também disseminava a ideologia comunista nas escolas e universidades.
Ironicamente, o cardeal József Mindszenty, que se tinha batido com bravura contra os alemães nazistas e os fascistas húngaros durante a Segunda Guerra Mundial, foi preso em dezembro de 1948, acusado de traição e condenado à prisão perpétua. Vários dirigentes de igrejas protestantes também foram perseguidos.[carece de fontes?]
O padrão de vida dos húngaros caiu e, com ela, a popularidade do governo. Com a morte de Stálin em 1953, Rákosi foi substituído no cargo de primeiro-ministro por Imre Nagy, permanecendo porém como secretário-geral do partido. Os dois começariam então uma luta pelo poder que se estenderia pelos três anos seguintes.
Nagy revogou o controle estatal à imprensa e promoveu a discussão acerca de reformas econômicas e políticas. Prometeu aumentar a produção e a distribuição de bens de consumo, soltou da prisão anticomunistas, e ventilou a possibilidade de realizar eleições livres e de retirar a Hungria do Pacto de Varsóvia.
Sob a orientação de Rákosi, o comitê central do PTH condenou Nagy por "desvio direitista" em março de 1955. Em 18 de abril, Nagy foi demitido por voto unânime da Assembleia Nacional, fazendo de Rákosi, mais uma vez, o chefe de governo da Hungria.
Os novos ventos na União Soviética, causados pela ascensão de Nikita Khrushchov, enfraqueceram o poder de Rákosi, que foi forçado a deixar o governo, indicando porém seu amigo Ernő Gerő como sucessor.
Em 3 de outubro de 1956, o comitê central reabilitou Imre Nagy, bem como outros dirigentes condenados por traição em 1949.[carece de fontes?]

## Revolução de 1956

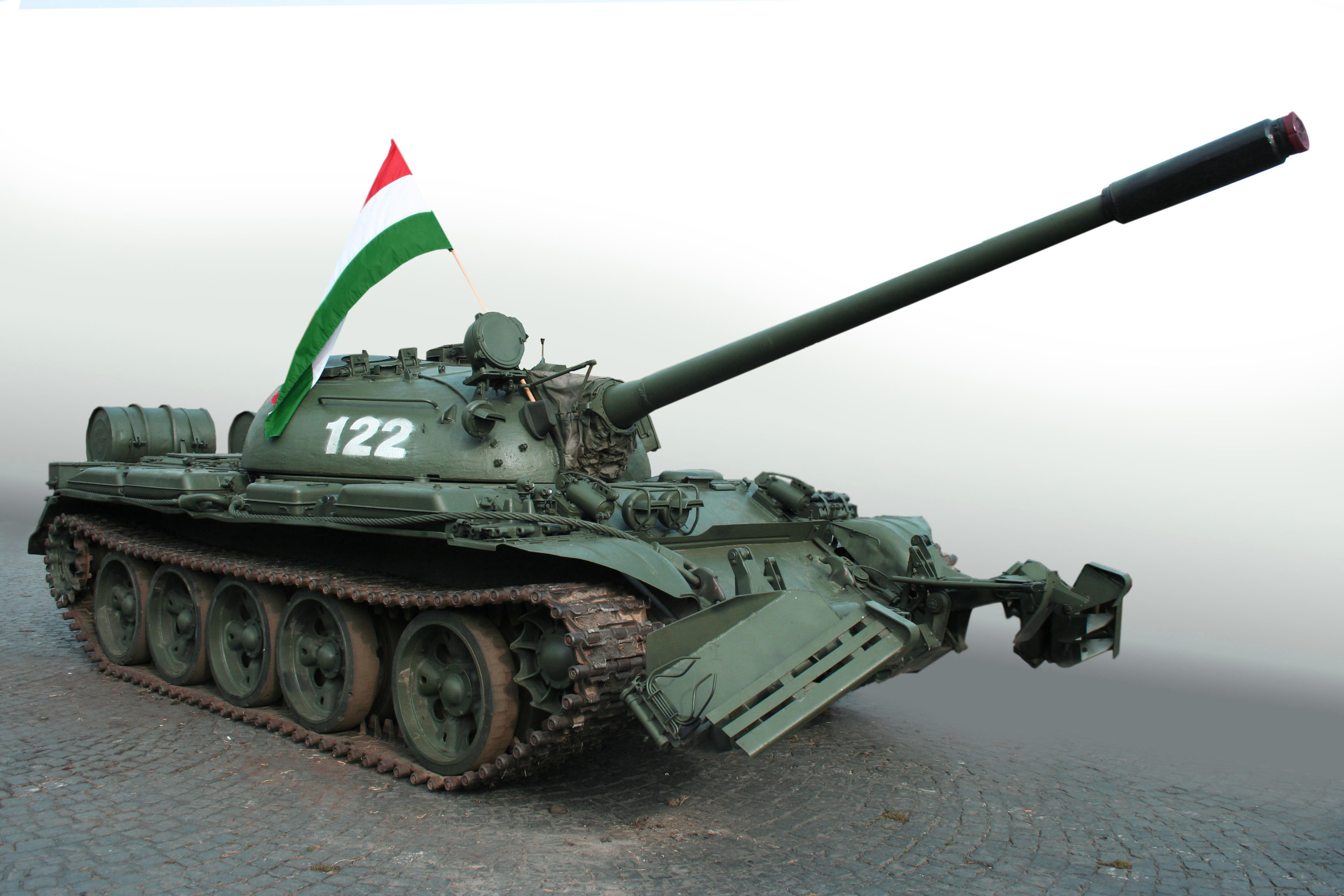
Tanque soviético com a bandeira da Hungria na Revolução de 1956.

O levante húngaro começou em 23 de outubro de 1956, com uma manifestação pacífica de estudantes em Budapeste. Exigiam o fim da ocupação soviética e a implantação do "socialismo verdadeiro". Quando os estudantes tentaram resgatar alguns colegas que haviam sido presos pela polícia, esta abriu fogo contra a multidão.
No dia seguinte, oficiais e soldados juntaram-se aos estudantes nas ruas da capital. A estátua de Stálin foi derrubada por manifestantes que entoavam, "russos, voltem para casa", "abaixo Gerő" e "viva Nagy". Em resposta, o comitê central do Partido Comunista Húngaro recomendou o nome de Imre Nagy para a chefia de governo.
Em 25 de outubro, tanques soviéticos dispararam contra manifestantes na Praça do Parlamento. Chocado com tais acontecimentos, o comitê central do partido forçou a renúncia de Gerő e substituiu-o por János Kádár.
Nagy foi à Rádio Kossuth e anunciou haver tomado a chefia do governo, na qualidade de presidente do Conselho de Ministros. Prometeu uma ampla democratização da vida pública do país, a melhoria radical das condições de vida do trabalhador e a busca do socialismo condizente com as características nacionais da Hungria.
Em 28 de outubro, Nagy e um grupo de colegas lograram obter o controle do Partido Comunista. Surgiam conselhos revolucionários por todo o país.
Em 30 de outubro, Nagy comunicou a libertação do cardeal Mindszenty e de outros prisioneiros políticos. Anuncia-se que o governo pretende abolir o sistema de partido único. Reconstituem-se os Partidos dos Pequenos Proprietários, Social-Democrata e Camponês Petőfi. Em 1.º de novembro, Nagy comunica a intenção húngara de se retirar do Pacto de Varsóvia e pede a intervenção das Nações Unidas na controvérsia com a União Soviética.
Em 4 de novembro, o Exército Vermelho invadiu a Hungria e derrotou rapidamente as forças húngaras. Calcula-se que 20.000 pessoas foram mortas durante a intervenção soviética. Nagy foi preso (e posteriormente executado) e substituído no poder pelo simpatizante soviético János Kádár.

## Governo Kádár
De início, János Kádár promoveu a perseguição dos revolucionários: 21.600 presos, 13.000 internados, 400 mortos. Na década de 60, porém, com a frase de efeito "quem não está contra nós, está conosco", declarou uma anistia geral, reprimiu gradualmente alguns excessos da polícia secreta e efetuou reformas liberais na economia e na cultura, de modo a superar a hostilidade popular pós-1956 contra si próprio e o regime. Em 1966, o comitê central aprovou o "Novo Mecanismo Econômico", com o objetivo de aumentar a produtividade, tornar o país mais competitivo nos mercados internacionais, fazê-lo mais próspero e assegurar a estabilidade política. Ao longo das duas décadas seguintes, relativamente pacíficas, o governo Kádár mostrou-se receptivo às demandas por reformas políticas e econômicas. Na altura dos anos 80, a Hungria havia logrado implementar algumas reformas econômicas duradouras e uma medida de liberalização política, além de implementar uma política externa de maior aproximação comercial com o Ocidente. Por outro lado, o Novo Mecanismo Econômico causou um incremento da dívida externa, devido à necessidade de subsidiar algumas indústrias não lucrativas.

## Transição para a democracia
A transição da Hungria para uma democracia do tipo ocidental foi a primeira e a mais pacífica dentre os países do bloco soviético. Em 1987, ativistas dentro do partido e da burocracia, bem como intelectuais de Budapeste, aumentaram a pressão por mudanças. Alguns destes tornaram-se socialistas reformistas, enquanto outros começaram movimentos que se transformariam em partidos. Alguns jovens liberais formaram a Federação de Jovens Democratas (Fidesz); um grupo da chamada Oposição Democrática criou a Associação dos Democratas Livres (SzDSz). A oposição nacional formou o Fórum Democrático Húngaro (MDF). O ativismo cívico chegou a níveis que não eram vistos desde a Revolução de 1956.
Em 1988, Kádár foi alijado do cargo de secretário-geral do Partido Comunista e o dirigente reformador comunista Imre Pozsgay foi admitido no Politburo. No mesmo ano, o parlamento aprovou um "pacote democrático", que incluía pluralismo sindical; liberdade de associação, de reunião e de imprensa; uma nova lei eleitoral; e uma revisão radical da Constituição. A Hungria deu início, então, às reformas econômicas e ao processo de reatamento com a Europa Ocidental, tendo por meta aderir à União Europeia. Em fevereiro de 1989, o comitê central aprovou o princípio do sistema político pluripartidário. O país começava a tornar-se uma democracia. Um acordo concluído em abril de 1989 determinou a retirada das tropas soviéticas até junho de 1991.
O momento pivotal veio em junho de 1989, quando a nação deu nova e solene sepultura a Imre Nagy e, simbolicamente, a todas as vítimas da Revolução de 1956. Uma mesa redonda nacional reuniu os novos partidos e alguns antigos, recriados (como os Pequenos Proprietários e os Sociais-Democratas), bem como os comunistas, para discutir a reforma da constituição e os preparativos para as eleições livres.
Em outubro, o Partido Comunista reuniu o seu último congresso e transformou-se no Partido Socialista Húngaro (MSzP). Numa sessão histórica também em outubro, o Parlamento determinou a convocação de eleições parlamentares pluripartidárias e de uma eleição presidencial direta. A nova legislação converteu a República Popular da Hungria na República da Hungria, garantiu os direitos humanos e civis e criou uma estrutura institucional que assegurava a separação dos poderes. A nova República foi oficialmente declarada em 23 de outubro de 1989, aniversário da Revolução de 1956.

## Eleições livres e a Hungria democrática
Na primeira eleição parlamentar livre, em maio de 1990, os comunistas receberam poucos votos. Saíram vitoriosos os partidos populistas ou de centro-direita. O primeiro-ministro József Antall formou um governo de coalizão com o MDF, os Pequenos Proprietários e os Democratas Cristãos. Com a morte de Antall, em 1993, assumiu o cargo Peter Boross. O governo de coalizão lançou as bases da economia de mercado, mas o padrão de vida despencou devido às reformas econômicas.
Com isso, os socialistas lograram voltar ao poder pela via democrática, em maio de 1994. Os eleitores rejeitaram os partidos extremistas de direita e de esquerda. Sob a égide do primeiro-ministro socialista Gyula Horn, os tecnocratas socialistas e o liberal SzDSz (parceiro de coalizão com o MSzP) implementaram um duro programa de austeridade fiscal, reformas econômicas e privatizações (o "Pacote Bokros") em 1995. No plano externo, buscou-se a integração com as instituições euro-atlânticas (OTAN e União Europeia) e a reconciliação com os países vizinhos.
Nas eleições de 1998, o eleitorado mais uma vez colocou no poder a centro-direita.  O Fidesz, em coalizão com o MDF e os Pequenos Proprietários, formou o governo, chefiado pelo primeiro-ministro Viktor Orbán. A nova administração deu prioridade à integração euro-atlântica e escolheu a defesa das minorias étnicas magiares como uma de suas maiores bandeiras.
No que já se afigurava como uma tendência do eleitorado ao movimento pendular, o Fidesz perdeu as eleições de 2002, que mais uma vez levaram ao governo o MSzP e seu aliado SzDSz. Desde então, o eleitorado e a sociedade húngaros apresentam-se profundamente divididos entre o apoio aos socialistas (MSzP) e ao Fidesz.
Em 12 de abril de 2003, a Hungria aprovou a adesão à União Europeia, por meio de um referendo popular. Dos 45% de votantes do eleitorado, 83% aprovaram a adesão. A entrada da Hungria na EU ocorreu em 1.º de maio de 2004.